# The Artful Escape
The Artful Escape (с англ. — «Искусный побег») — инди-игра в жанре платформер, разработанная студией Beethoven & Dinosaur и опубликованная Annapurna Interactive для iOS, PlayStation 4, PlayStation 5, Xbox One, Xbox Series X/S, Nintendo Switch, Windows. В ней игрок берёт на себя управление молодым музыкантом, который путешествует по внеземным мирам и формирует свой сценический образ.
The Artful Escape создавалась бывшим членом музыкальной группы, сама игра — это дань уважения знаменитому рок-музыканту Дэвида Боуи, весь игровой процесс наполнен отсылками к его творческой деятельности, а также творчеству Стэнли Кубрика, Уэса Андерсона и Стивена Спилберга. Издатель Annapurna Interactive профинансировал озвучивание знаменитых актёров, таких как Лина Хиди, Джейсон Шварцман, Марк Стронг и другие.
Игра получила ряд номинация и наград. Она получила в целом положительные оценки со стороны игровых критиков, похваливших The Artful Escape за её саундтрек и художественную эстетику, заметив что они обеспечивают незабываемый опыт при прохождении. Сам игровой процесс и дизайн уровней получили более сдержанные оценки из-за низкой сложности и недостатков в игровом дизайне, также была раскритикована малая длительность игры.

## Игровой процесс
The Artful Escape — это игра-платформер, где игрок управляет персонажем по имени Фрэнсис. Он перемещается по фантастическим пейзажам, вдохновлённым рок-музыкой. Персонаж может бегать и прыгать, для сражений он использует гитару, на которой исполняет музыкальные аккорды, с помощью которых он может преодолевать препятствия или вступать в музыкальное сражение с игровыми боссами.

### Сюжет
Основное действие происходит в Калипсо, вымышленном городке штата Колорадо, родном месте легендарного и ныне покойного музыканта Джонсона Вендетти, исполнявшего песни в стиле фолк и кантри-рок. В честь 20-ти летия с момента выхода его альбома 1970-х годов, в городе организовывают фестиваль. Его племянник Фрэнсис Вендетти (Майкл Джоносон) должен исполнить песни Джонсона на этом концерте. Знакомые и родные Фрэнсиса ожидают, что молодой музыкант как и его дядя также станет знаменитым фолк-музыкантом. Однако молодой музыкант устал жить в тени славы своего дяди, сам он мечтает исполнять рок-музыку. За день до концерта, герой отправляется в путешествие во внеземные миры, давая там концерты на гитаре, оттачивая свои навыки и постепенно раскрывая и принимая свой новый сценический образ. Во время путешествия, он встречается с пришельцами Зоммом (Джейсон Шварцман), Тейстмейкер (Лина Хиди), Лайтманом (Карл Уэзерс) — гитаристом, выступающим наставником для Фрэнсиса, Старгордоном (Марк Стронг), агентом по поиску талантов, помогающим герою придумать новый сценический образ.
В конце концов герой возвращается домой, в Каллисто и на мероприятии даёт свой первый рок-концерт, ошарашивая публику своим новым сценическим образом.

## Разработка
Разработку игры начал Джонни «Гальватрон», один из основателей и ведущий гитарист рок-группы The Galvatrons. До создания группы Гальватрон изучал кино и компьютерную анимацию в колледже в Мельбурне, Австралии, но затем основал группу The Galvatrons и подписал контракт с Warner Bros.. В течение 10 лет музыкальной карьеры, Джонни продолжал интересоваться видеоиграми, составил несколько статей для различных изданий и разработал простые игры, связанные с музыкой его группы во время гастролей по Австралии и Великобритании. Музыкант тогда заметил, что устал от долгих туров и его группа взяла перерыв, позволяя Гальватрону заняться творчеством — написанием книг, созданием короткометражных фильмов и в конечном счёте — разработкой игры. Свою идею музыкант описывал, как нечто среднее между музыкальным альбомом, игрой и фильмом
Гальватрон описывал The Artful Escape, как историю в духе «Дэвида Боуи, путешествующего из Лондона в межзвёздное пространство, чтобы создать альбом Ziggy Stardust». Разработчик также при работе над художественным стилем вдохновлялся творчеством Стэнли Кубрика, Уэса Андерсона и Стивена Спилберга. В частности Гальватрон черпал вдохновение в фильмах, где присутствуют кадры с боковым отслеживанием, например, в фильмах Андерсона. Он также обращался к собственному опыту организации музыкальных туров и эстетикой музыкальной индустрии.
Дизайн некоторых персонажей основан на эскизах ещё со школьного времени. Персонаж Джонсон Вендетти создан по образу легенды кантри-рок музыканта Боба Дилана. Главный герой Фрэнсис отправляется в путешествие, чувствуя на себе давление окружающих, у которых разные ожидания от героя. Путешествие героя разработчики сравнили с открытием Дэвидом Боуи своего сценического образа — Зигги Стардаста. Герой живёт в тени славы своего легендарного дяди, который является фигурой Боба Дилана. Центральную роль в игре играет не сама музыка, а сценический мир, который Боуи создал вокруг себя, чтобы возвысить себя и свою музыку. Или это можно сравнить с творчеством Энди Уорхола, который был прежде всего известен благодаря своему сценическому образу, а не созданным им искусством. Разработчики заметили, что когда кто либо упоминает музыкантов или музыкальные группы — речь прежде всего идёт о музыке, что неправильно, так как не менее важную роль играют сценические образы и сама культурная среда, сформированная вокруг этих музыкантов. Сама игра наполнена множеством культурных отсылок, которые заметят истинные ценители рок-музыки.
Для разработки The Artful Escape, Гальватрон открыл Beethoven & Dinosaur. В состав команды разработчиков вошли композитор Джош Г. Абрахамс, гитарист Иден Альтман и программисты Джастин Блэквелл с Шоном Слевином. В 2015 году команда получила грант Unreal Dev Grant от Epic Games на сумму 17 000 долларов на разработку игры на движке Unreal Engine 4. Затем публикация будущей игры была одобрена на платформе Steam через программу Steam Greenlight. Студия запустила краудфандинговую компанию на Kickstarter в 2016 году, где им удалось дополнительно собрать 35 000 долларов для завершения разработки игры на Microsoft Windows и OS X. Однако этих средств не хватило на то, чтобы завершить разработку игры для приставок. Студии тем не менее удалось заключить договор с Annapurna Interactive, профинансировавшей разработку версий для PlayStation 4 и Xbox One.
Музыкальное образование главного разработчиков позволило ему обойти некоторые проблемы, невозможные для простых разработчиков. Например чтобы гитарные аккорды, издаваемые героем гармонично вписывались в фоновый звук. Позже к разработке присоединился Джош Абрахамс, работавший над музыкальным сопровождением к «Мулен Руж!» с Базом Лурманом. Гальватрон заметил, что самой сложной задачей было добиться того, чтобы в игре не было диссонирующих звуков, учитывая что игровой процесс требуют в любой момент вытаскивать гитару.

## Музыка и озвучивание
Музыка играет важную роль в The Artful Escape, её разработкой занимался «Гальватрон», основатель рок-группы The Galvatrons. Музыку сочинил Джош Абрахамс, композиции с гитарой исполнил Иден Альтман. Разработчики описывали сами игру, как воплощение музыкального альбома, где игрок сможет почувствовать, будто он сам исполняет песни. Гальватрон заметил, что ему удалось сформировать замечательные рабочие отношения с Джошом. Сам разработчик ещё с девства дружил с Абрахамсом. Вся игра и музыка в ней наполнена отсылками к рок-н-роллу, музыкой Джо Сатриани, группы KISS. Гальватрон и Абрахамс сами в детстве бывыли на музыкальных турах и сравнивали это со странными, «сумасшедшими приключениями», это чувство они стремились передать в игре. Работая над композициями, Абрахамс вставлял в треки минусовки с оркестровыми партитурами к фильмам и музыкой группы Van Halen. В частности их вдохновляло в их песнях совмещение рок-н-ролла и оперы.
В игре присутствует озвучивание с участием известных актёров. Гальватрон назвал это странными и даже немного пугающем опытом для его команды. Когда разработку начала спонсировать Annapurna Interactive, они предложили профинансировать озвучивание с участием знаменитых актёров. Гальватрон заметил, что Annapurna предлагали взять на озвучивание Лайтмана кого угодно и разработчик в шутку назвал имя Карла Уэзерса, не ожидая что издатель исполнит его просьбу, «затем Карл сидит в бутке студии звукозаписи и мы рассказываем всю эту чепуху, даже не подозревая что это придётся когда нибудь рассказывать каким-нибудь достойным актёрам». Уэзерс затем помог улучшить сюжет, просвещая команду в лексикон фанк- и джазовых исполнителей из 70-х годов.
Одноимённый саундтрек, включающий 29 треков был выпущен 9 сентября 2021 года.
| - 1. The Banks of the River Are Lined with Gold — 3:43 - 2. Father — 2:32 - 3. All That Glitters Is Not Gold — 3:06 - 4. If It Don’t Work Out — 3:19 - 5. Folk Sci-Fi Bedroom — 1:38 - 6. A Thin Film of Atmosphere — 0:36 - 7. Ode to Lightman — 3:49 - 8. The Cosmic Extraordinary Theme — 2:22 - 9. Iceberg Finale — 3:09 | - 10. Alien Disco — 4:01 - 11. Lightman Presents… — 0:42 - 12. HelioTromms Theme — 3:30 - 13. Forest Theme — 2:45 - 14. Shopping District — 4:14 - 15. The Ruby Cola — 2:21 - 16. Monster Flight — 2:23 - 17. A Chance Not Taken — 3:11 - 18. The City of Glimmer — 1:49 - 19. A Theme for Mountain Ridges — 1:19 | - 20. GlimmerDimm Choir — 5:15 - 21. The Lumiere Violente — 1:27 - 22. GlimmerDimm Synth — 3:12 - 23. Hyperion Wailzone Opening Scene — 0:57 - 24. Hyperion Welcoming — 1:27 - 25. F Maj Hyperion Wailzone Theme — 4:11 - 26. Lily Pad Drunk Funk — 2:53 - 27. Village Turntables — 0:32 - 28. Hovercar Theme — 3:53 - 29. The Darkest Hour Theme — 1:19 |

## Анонс и выпуск
Игра под рабочим названием The Artful Escape of Francis Vendetti впервые демонстрировалась на игровой выставке Penny Arcade Expo в марте 2017 года. Больше деталей игрового процесса было продемонстрировано на выставке Electronic Entertainment Expo 2017. Тогда на конференции Microsoft было объявлено, что игра выйдет эксклюзивно на приставке Xbox One. На мероприятии Microsoft’s Xbox London в ноябре 2019 года было объявлено, что игра выйдет в 2020 году для приставки Xbox One, персональных компьютеров Microsoft Windows и мобильной платформы iOS в рамках подписки Apple Arcade. В ноябре 2020 года Annapurna объявила о переносе даты выхода на 2021 год.
Игра была представлена на презентации Annapurna Interactive в июле 2021 года. Тогда была объявлена дата выхода — 9 сентября 2021 года. В дополнение к этому было объявлено, что озвучивать персонажей в игре будут (Майк Джоносон) (Фрэнсис), Кэролайн Кинли (Виолетта), Лина Хиди (Тэйстмейкер), Джейсон Шварцман (Зомм), Марк Стронг (Старгордон) и Карл Уэзерс (Лайтман).
Студия Beethoven & Dinosaur получила грант для ведения малого бизнеса в Мельбурне в 2017 году.

## Критика
| Сводный рейтинг    | Сводный рейтинг                                            |
| Агрегатор          | Оценка                                                     |
| ------------------ | ---------------------------------------------------------- |
| Metacritic         | PC: 80/100 XONE: 80/100 XSX: 81/100 NS: 77/100 PS5: 81/100 |
| Иноязычные издания |                                                            |
| Издание            | Оценка                                                     |
| Edge               | 7/10                                                       |
| Eurogamer          | Recommended                                                |
| Game Informer      | 8,5/10                                                     |
| GameSpot           | 8/10                                                       |
| GamesRadar+        | [ 25 ]                                                     |
| IGN                | 8/10                                                       |
| Nintendo Life      | [ 27 ]                                                     |
| PC Gamer (US)      | 75/100                                                     |
| Push Square        | [ 29 ]                                                     |
| Shacknews          | 6/10                                                       |
| The Guardian       | [ 31 ]                                                     |
| VideoGamer         | 5/10                                                       |

The Artful Escape получила в целом положительные оценки со стороны игровых критиков, средняя оценка разных портов превысила 80 баллов из 100 возможных по данным агрегатора Metacritic.
Редакция GamesRadar+ похвалила игру за её озвучивание, синглы и исполнение Майкла Джонстона Представитель GameSpot оценил художественную часть и эстетику игры, но критиковал за сценарий, заметив что игра обращается с игроком странными и искусными метафорами, но в конце концов они чувствуются избитыми. Представитель IGN оценил уровни и звуковое сопровождение в The Artful Escape, утверждая что «игра актёров и качество игрового саундтрека настолько же сногсшибательны, что и небесные сферы, которые герой пересекает». Представитель Gaming Nexus назвал The Artful Escape сердечной историей о самопознании через цвета, краски и звуки. Сочетанием фантастических образов с ревущими аккордами космического рока. Всё это делает игру больше похожей на концептуальный альбом — или, по крайней мере, грандиозное путешествие по обложке этого альбома. Сам игровой процесс не трудный, но всегда весёлый, его обязательно стоит рекомендовать тем, кому было бы интересно исследовать историю, наполненную антуражем космического рока в стиле Дэвида Боуи.
Рейчел Уаттс с сайта PC Gamer считал, что игровой процесс в The Artful Escape не дотягивает до уровня её графики, заметив что «механика игры на гитаре никак не достигает того же уровня, что и впечатляющие визуальные эффекты». Редакция The Guardian оценила посыл в игре, описывая его, как «трогательную сказку о том, как освободиться от творческих ожиданий окружающих». Критик Kotaku был разочарован слишком короткой продолжительностью сцен с музыкальными головоломками, заметив что это «не позваоляет в полной мере наслаждаться происходящем в игре». Мэтью Кэстл, критик Rock Paper Shotgun заметил, что ему бы хотелось чтобы игра предоставила больше возможностей для тех, кто хотел был её пройти заново. Сама Artful Escape — это «отличное, но одноразовое путешествие, способное развлечь игрока на несколько часов». Рецензент Screen Rant оставил разгромный отзыв, назвав игру красивой пустышкой или сравнив её с посещением музея. Если отбросить всю музыкальную и художественную составляющую составляющую, The Artful Escape — это посредственный платформер с одинаковыми уровнями, где игрок совершает однообразные действия, сам сюжет также чувствуется поверхностным.
Редакция Polygon поставила The Artful Escape на 44 место среди лучших игр 2021 года, заметив что ей удалось предоставить один из самых развлекательных и роскошных игровых опытов в этом году. Представитель Push Square дал игре семь баллов из 10, похвалив за сцены боя на гитаре, художественное исполнение, саундтрек, сценарий и озвучивание. Однако критике подвергся недостаток игрового процесса, падение частоты кадров местами и неуклюжие уровни-платформеры. Редакция Nintendo Life, обозревая версию игря для Nintendo Switch присудила игре 8 баллов из 10 возможных, похвалив игру за её задние фоны, звуки и творческие идеи, но при этом заметив что игре не удалось до конца реализовать свой потенциал, её уровни кажутся слишком простыми, также игра пострадала от нескольких упрощений при переносе на Switch.

### Награды
| Год  | Организация                  | Награда                           | Итог      |        |
| ---- | ---------------------------- | --------------------------------- | --------- | ------ |
| 2021 | Golden Joystick Awards       | Лучшее Аудио                      | Номинация | [ 45 ] |
| 2021 | Golden Joystick Awards       | Лучший внешний дизайн             | Номинация | [ 45 ] |
| 2021 | Golden Joystick Awards       | Игра года на Xbox                 | Номинация | [ 45 ] |
| 2021 | The Game Awards              | Лучшее художественное направление | Номинация | [ 46 ] |
| 2021 | The Game Awards              | Лучший саундтрек и музыка         | Номинация | [ 46 ] |
| 2021 | The Game Awards              | Лучший дебют инди-игры            | Номинация | [ 46 ] |
| 2022 | British Academy Games Awards | Художественное достижение         | Победа    | [ 47 ] |
| 2022 | British Academy Games Awards | Звуковое достижение               | Номинация | [ 47 ] |
| 2022 | British Academy Games Awards | Дебютная игра                     | Номинация | [ 47 ] |